# Línea N604 (Interurbanos Madrid)
La línea N604 de la red de autobuses interurbanos de Madrid une el intercambiador de Moncloa con El Escorial y San Lorenzo de El Escorial a través de Galapagar.

## Características
Esta línea une a los habitantes de San Lorenzo de El Escorial y El Escorial con el norte de Madrid y viceversa por las noches cuando dejan de prestar servicio las líneas diurnas, con una duración de trayecto de aproximadamente 55 minutos (1h los servicios que van por Las Zorreras y 1h y 5 minutos los que alcanzan la urbanización La Pizarra). Así mismo, existe un servicio los viernes, sábados y festivos que sale a las 1:25 de la calle Juliana (El Escorial) que va a Valdemaqueda en vez de a Madrid, dando además servicio a Fresnedillas de la Oliva y Robledo de Chavela. Solo se efectúa si hay viajeros, y realiza parte del recorrido de las líneas 669A, 645 y 640.
La línea fue inaugurada el 20 de diciembre de 2019 en sustitución de los servicios nocturnos de la línea 661, ya que el Consorcio Regional de Transportes de Madrid aprobó abastecer con líneas nocturnas todos los días a los municipios con más de 10.000 habitantes. Puesto que El Escorial y San Lorenzo contaban con más de estos habitantes, fue considerado para esta medida. Anteriormente contaban ya con líneas nocturnas (o búhos), pero solo operaban los viernes, sábados y vísperas de festivo. Estas eran las expediciones nocturnas de la línea 661. La línea N604 surge como un traslado de las expediciones nocturnas de dicha línea que realizaban exactamente el mismo recorrido (en viernes, sábados y vísperas de festivo) y añadiendo las expediciones hasta la urbanización La Pizarra y Las Zorreras, que hasta ese entonces carecían de servicio nocturno, dotando así al municipio (y el resto de zonas mencionadas que cubre) con transporte nocturno todos los días de la semana. Dichas expediciones nocturnas de la línea 661 fueron dadas de baja al incorporarse a la línea N604 (también circulando las noches de viernes, sábados y vísperas de festivo).
Su recorrido abarca tramos cubiertos por las líneas 660, 661, 661A, 662, 667 y 664. Algunas expediciones (solo ida) alcanzan las urbanizaciones de Las Zorreras y La Pizarra, además del hospital de San Lorenzo de El Escorial.
Al igual que en el resto de líneas interurbanas nocturnas, la línea N604 tiene su salida y llegada en el intercambiador de Moncloa en superficie, puesto que la zona subterránea no presta servicio de autobuses durante la noche.
Al igual que en la varias líneas interurbanas nocturnas, en los carteles electrónicos se muestra la N de la numeración, quedando los carteles con la representación N604.
La línea mantiene los mismos horarios todo el año.
Está operada por la empresa ALSA (sucesora de la extinta Autocares Herranz) mediante la concesión administrativa VCM-607 - Madrid – San Lorenzo de El Escorial (Viajeros Comunidad de Madrid) del Consorcio Regional de Transportes de Madrid.
1. ↑  «Amplíamos la red de líneas nocturnas en todos los municipios de más de 10.000 habitantes». www.comunidad.madrid. Consultado el 25 de mayo de 2024.
2. ↑  «La red de autobuses nocturnos de la Comunidad se amplía con nuevas líneas». madridmobilite.com. Consultado el 25 de mayo de 2024.
3. ↑  «Transportes». San Lorenzo de El Escorial. Consultado el 14 de marzo de 2024.

## Horarios
| Noches de domingo y festivos | Noches de domingo y festivos | Noches de lunes a jueves laborables | Noches de lunes a jueves laborables | Noches de viernes, sábados y vísperas de festivo | Noches de viernes, sábados y vísperas de festivo |
| Madrid > San Lorenzo         | San Lorenzo > Madrid         | Madrid > San Lorenzo                | San Lorenzo > Madrid                | Madrid > San Lorenzo                             | San Lorenzo > Madrid                             |
| 00:15                        | 00:30                        | 00:15                               | 00:30                               | 00:30                                            | 00:30                                            |
| 02:30                        | 03:45                        | 01:00                               | 03:45                               | 01:25                                            | 03:45                                            |
| 05:00                        |                              | 02:30                               |                                     | 01:30                                            |                                                  |
|                              |                              | 05:00                               | 02:30                               |                                                  |                                                  |
|                              |                              | 03:30                               |                                     |                                                  |                                                  |
| 05:30                        |                              |                                     |                                     |                                                  |                                                  |
| 05:30                        |                              |                                     |                                     |                                                  |                                                  |

1. 1 2 3 4 5 6 7 8 9 10 11  Hasta la urbanización La Pizarra (San Lorenzo de El Escorial)
2. ↑  Se realiza si hay viajeros. Sale de la calle Juliana (El Escorial) y pasa por Fresnedillas de la Oliva, Robledo de Chavela y Valdemaqueda.
3. 1 2 3  Pasa por la urbanización Las Zorreras (El Escorial)

## Recorrido y paradas

### Sentido San Lorenzo de El Escorial
| Código                                                               | Parada                                 | Común con | Conexión con Metro | Municipio                  | Zona |
| -------------------------------------------------------------------- | -------------------------------------- | --- | ------------------ | -------------------------- | ---- |
| 15525                                                                | Moncloa (Paseo de Moret)               | 62 164 573 611 612 654 632 684 691 N602 N904 N905                                                                                      | Moncloa            | Madrid                     |      |
| 1338                                                                 | Facultad de Veterinaria                | 83 133 162 164 N31 621 622 623 624 624A 625 627 628 629 651 652 653 654 655 656 656A 657 658 661 661A 662 664 N901 N902 N903 N906 N907 |                    | Madrid                     |      |
| 6026                                                                 | Av. Padre Huidobro - Urb. Casaquemada  | 621 622 623 624 624A 625 627 628 629 661 661A 662 664                                                                                  |                    | Madrid                     |      |
| 11089                                                                | Ctra. El Escorial - Quinta del Sol     | 621 622 623 624A 625 627 628 629 661                                                                                                   |                    | Las Rozas                  |      |
| 06149                                                                | Ctra. M-505 - Burgocentro              | 627 631 633 641 642 643 645 661 661A 662 685                                                                                           |                    | Las Rozas                  |      |
| 06150                                                                | Ctra. M-505 - Urb. La Chopera          | 661 661A 662 667 1 |                    | Las Rozas                  |      |
| 06152                                                                | Camino Real - Urb. Molino de la Hoz    | 661 661A 662 667 1 |                    | Las Rozas                  |      |
| 06153                                                                | Ctra. M-505 - Urb. Roncesvalles        | 661 661A 667 |                    | Galapagar                  |      |
| 06154                                                                | Ctra. M-505 - Urb. Los Gamos           | 661 661A 667 |                    | Galapagar                  |      |
| 11094                                                                | Ctra. M-505 - Colegio                  | 661 661A 667 |                    | Galapagar                  |      |
| 06155                                                                | Ctra. M-505 - Pza. Cruz Roja           | 661 661A 667 |                    | Galapagar                  |      |
| 12306                                                                | Ctra. M-505 - Cruce Ctra. Guadarrama   | 661 661A 667 |                    | Galapagar                  |      |
| 06156                                                                | Ctra. M-505 - Urb. Vistanevada         | 661 661A 667 |                    | Galapagar                  |      |
| Parada de las expediciones con paso por la urbanización Las Zorreras |                                        | |                    |                            |      |
| 11389                                                                | Principal - Parque Infantil            | 661A 3 |                    | El Escorial                |      |
| Paradas del itinerario común                                         |                                        | |                    |                            |      |
| 10181                                                                | Ctra. M-505 - Embalse Valmayor         | 661 667 3 |                    | El Escorial                |      |
| 11525                                                                | Av. Constitución - Madrid              | 640 661 666 667 669 669A 3 |                    | El Escorial                |      |
| 10183                                                                | Av. Constitución - Francisco Valiño    | 640 661 666 667 669 669A 2 3 |                    | El Escorial                |      |
| 11527                                                                | San Sebastián - Cardenal Cisneros      | 661 667 669 669A 2 3 |                    | El Escorial                |      |
| 18485                                                                | Av. M. Moratiel Iban - Pablo Mayoral   | 661 667 2 |                    | El Escorial                |      |
| 10184                                                                | Juliana - Urb. Los Escoriales          | 661 667 |                    | El Escorial                |      |
| 11923                                                                | Av. Reyes Católicos - Padre Wigfrido   | 640 661 667 1 |                    | El Escorial                |      |
| 11529                                                                | Juan de Toledo - Estación de autobuses | 640 661 2 4 |                    | San Lorenzo de El Escorial |      |
| Paradas de las expediciones con destino Urbanización La Pizarra      |                                        | |                    |                            |      |
| 10212                                                                | Juan de Toledo - Codolosa              | 640 660 664 669 669A 2 4 |                    | San Lorenzo de El Escorial |      |
| 10213                                                                | Juan de Toledo - Biblioteca            | 640 660 664 669 669A 2 4 |                    | San Lorenzo de El Escorial |      |
| 11530                                                                | Ctra. M600 - Urb. Jardín de Reyes      | 640 660 664 669 669A 2 4 |                    | San Lorenzo de El Escorial |      |
| 10214                                                                | Ctra. M600 - Urb. Monte Escorial       | 640 660 664 669 669A 2 3 4 |                    | San Lorenzo de El Escorial |      |
| 10215                                                                | Ctra. M600 - Hospital El Escorial      | 660 664 2 4 |                    | San Lorenzo de El Escorial |      |
| 10216                                                                | Ctra. M600 - Urb. La Pizarra           | 660 664 2 |                    | San Lorenzo de El Escorial |      |

### Sentido Madrid
| Código | Parada                                    | Común con | Conexión con Metro | Municipio                  | Zona |
| ------ | ----------------------------------------- | --- | ------------------ | -------------------------- | ---- |
| 10185  | Est. de Autobuses de S. L. de El Escorial | 640 660 661 664 665 666 667 669 669A                                                                           |                    | San Lorenzo de El Escorial |      |
| 11924  | Av. Reyes Católicos - Padre Wigfrido      | 640 661 667 1                                                                                                  |                    | El Escorial                |      |
| 10186  | Juliana - Urb. Los Escoriales             | 661 667 |                    | El Escorial                |      |
| 18484  | Av. M. Moratiel Iban - Pablo Mayoral      | 661 667 2 |                    | El Escorial                |      |
| 11528  | San Sebastián - Conde de Chinchón         | 661 667 669 669A 2 3                                                                                           |                    | El Escorial                |      |
| 10187  | Av. Constitución - Quiterio López         | 640 661 666 667 669 669A 3                                                                                     |                    | El Escorial                |      |
| 11526  | Av. Constitución - Alfonso XIII           | 640 661 666 667 669 669A 3                                                                                     |                    | El Escorial                |      |
| 10189  | Ctra. M505 - Embalse Valmayor             | 661 667 3 |                    | El Escorial                |      |
| 06157  | Ctra. M505 - Urb. Vistanevada             | 661 661A 667                                                                                                   |                    | Galapagar                  |      |
| 12305  | Ctra. M505 - Cruce Ctra. Guadarrama       | 661 661A 667                                                                                                   |                    | Galapagar                  |      |
| 06158  | Ctra. El Escorial - Pza. Cruz Roja        | 630 634 661 661A 667                                                                                           |                    | Galapagar                  |      |
| 11095  | Ctra. M505 - Colegio                      | 661 661A 667                                                                                                   |                    | Galapagar                  |      |
| 06159  | Ctra. M505 - Urb. Los Gamos               | 661 661A 667                                                                                                   |                    | Galapagar                  |      |
| 06160  | Ctra. M505 - Urb. Roncesvalles            | 661 661A 667                                                                                                   |                    | Galapagar                  |      |
| 06161  | Ctra. M505 - Urb. Molino de la Hoz        | 661 661A 662 667 1                                                                                             |                    | Las Rozas                  |      |
| 06163  | Ctra. M505 - Urb. La Chopera              | 661 661A 662 667 1                                                                                             |                    | Las Rozas                  |      |
| 06164  | Ctra. M505 - Burgocentro                  | 631 641 642 643 645 661 661A 662 685                                                                           |                    | Las Rozas                  |      |
| 06166  | Ctra. El Escorial - Quinta del Sol        | 621 622 623 624A 625 627 628 629 631 641 642 643 661                                                           |                    | Las Rozas                  |      |
| 6268   | Av. Padre Huidobro - P.º Ermita           | 621 622 623 624 624A 625 627 628 629 631 635 641 642 643 651 652 653 654 655 656 656A 657 661 661A 662 664 815 |                    | Madrid                     |      |
| 23     | Estadística - Geografía e Historia        | Autobuses interurbanos del Corredor 6                                                                          |                    | Madrid                     |      |
| 1333   | Av. Puerta de Hierro - Agrónomos          | Autobuses interurbanos del Corredor 6                                                                          |                    | Madrid                     |      |
| 15525  | Moncloa (Paseo de Moret)                  | 62 164 573 611 612 654 632 684 691 N602 N904 N905                                                              | Moncloa            | Madrid                     |      |

### Servicios El Escorial > Valdemaqueda
| Código | Parada                                    | Común con    | Municipio                | Zona |
| ------ | ----------------------------------------- | ------------ | ------------------------ | ---- |
| 10184  | Juliana - Urbanización Los Escoriales     | 661 667      | El Escorial              |      |
| 12163  | Ctra. M-600 - Urbanización Pinosol        | 666 669 669A | El Escorial              |      |
| 12639  | Ctra. M-533 - Urbanización El Alcor       | 666 669A     | El Escorial              |      |
| 11533  | Ctra. M-533 - Peralejo                    | 666 669A     | El Escorial              |      |
| 12807  | Ctra. M-532 - Depósitos                   | 669A         | Fresnedillas de la Oliva |      |
| 09330  | Real - Iglesia                            | 645 669A     | Fresnedillas de la Oliva |      |
| 16196  | Ctra. M-521 - Dámaso González             | 645          | Fresnedillas de la Oliva |      |
| 12599  | Ctra. M-521 - Taller de Artesanía         | 645          | Robledo de Chavela       |      |
| 11467  | Ctra. M-521 - Las Umbrías                 | 645          | Robledo de Chavela       |      |
| 11946  | Ctra. M-521 - Capilla                     | 645          | Robledo de Chavela       |      |
| 11468  | Ctra. M-512 - Gustavo Adolfo Bécquer      | 640 640A 645 | Robledo de Chavela       |      |
| 10140  | Avenida Juan Carlos I - Olivar            | 640 640A 645 | Robledo de Chavela       |      |
| 11469  | Ctra. Valdemaqueda - Avenida Constitución | 640 640A 645 | Robledo de Chavela       |      |
| 11470  | Ctra. M-537 - Colonia del Río             | 640 645      | Valdemaqueda             |      |
| 11471  | Travesía Dos de Mayo - Colonia Santa Ana  | 640 645      | Valdemaqueda             |      |
| 10141  | Plaza de España - Ayuntamiento            | 640 645      | Valdemaqueda             |      |
| 11472  | Travesía Dos de Mayo - Ermita             | 640 645      | Valdemaqueda             |      |
| 18772  | Travesía Dos de Mayo - Pilas              | 640 645      | Valdemaqueda             |      |